# Rhopalizus laetus
Rhopalizus laetus är en skalbaggsart som beskrevs av Auguste Lameere 1893. Rhopalizus laetus ingår i släktet Rhopalizus och familjen långhorningar.
Artens utbredningsområde är:
- Ghana.
- Liberia.
- Togo.

Inga underarter finns listade i Catalogue of Life.